# Vesicularia buruensis
Vesicularia buruensis är en bladmossart som beskrevs av Hugh Neville Dixon 1943. Vesicularia buruensis ingår i släktet Vesicularia och familjen Hypnaceae. Inga underarter finns listade i Catalogue of Life.